# Абу-ль-Фатх ас-Сиджизи
Абу-ль-Фатх, Абу-ль-Фатх бен Ахмед ас-Сиджизи, Абу-ль-Фатх Ахмеди Санджари — таджикский шахматист XI—XII веков. Автор «Книги о шахматах» (XII век) — своеобразной энциклопедии шатранджа, содержащей около 300 мансуб (большинство из них собрал, некоторые составил сам), 10 дебютов (табий), различные высказывания о пользе шахматной игры, легенды о возникновении шахмат и так далее. Эта книга свидетельствует о высокой культуре шахмат в Средней Азии XII века. 
Сохранились 3 копии книги, переписанные в XVII веке (хранятся в фондах АН Узб. ССР).